# Kumen
Kumen este o localitate din comuna Lovrenc na Pohorju, Slovenia, cu o populație de 367 de locuitori.